# 戸田旭山
戸田 旭山（とだ きょくざん）は江戸時代中期の医者、本草学者。岡山藩出身。大坂に出て町医者を営み、津島如蘭に本草学を学び、宝暦10年（1760年）大坂に薬品会を創始した。奇行で知られた。

## 経歴
元禄9年（1696年）備前国岡山に岡山藩士鈴木五左衛門の長男として生まれた。幼名は万次郎。小柄のため武術が熟達せず、弟に家督を譲り、母の実家戸田家を再興して医業を継ぐことを決意した。父から甲冑と槍を譲り受けて京都に上り、西本願寺に寓し、按摩をして糊口を凌いだ。
3年後大坂に出て、乞食頭宅に住みながら按摩を続け、九之助橋の町会所で施術したところ、その主人の世話で医業を始めることとなり、成功した。主人への恩は長く忘れず、毎年元旦には最初に挨拶へ出向いた。
大坂鰻谷箒屋町に自宅を構え、庭に薬草を植えて百卉園と名付けた。宝暦元年（1751年）頃本草学者津島如蘭の訪問を受け、交流を深めるうちに本草学に傾倒して門人となり、同門木村蒹葭堂と交流した。
宝暦7年（1757年）江戸で田村藍水が創始した物産会に対抗し、宝暦10年（1760年）4月15日加治屋町浄安寺で薬品会を開催し、田村藍水・田村西湖・後藤梨春・平賀源内・木村蒹葭堂・中川淳庵等101人の参加者が208品の出品物を持ち寄り、『本草綱目』等を参照しながら品評し合った。
引き続き宝暦11年（1761年）物産会、宝暦12年（1762年）3月8日浄安寺で闘薬会を開催し、明和元年（1764年）5月23日開催の物産会では平賀源内から火浣布が出品されて注目を集め、木内石亭・南川金渓・坂上蜂房等が参加した。
明和6年（1769年）2月28日74歳で死去し、口縄坂法岩寺に葬られた。

## 人物
診療する患者は1日10人とした。「ホイチン」という唐服のような服と寝衣を着用し、背中に大きな綬を付け、装飾した刀を下げて闊歩した。往診には駕籠で向かい、必ず患者の子供を駕籠の前に跪いて出迎えさせ、従わない場合はそのまま帰宅した。
宝暦4年（1754年）大坂石町暁霞楼で大和郡山藩士柳沢淇園を診察した時、刀を見せるよう執拗に請われたため、「一国の政務に関わる者が他人の刀を見る時の礼儀も知らないとは何事だ。先に自分の刀を差し出てから頼むのが常識だろう。いつも詩文にばかり耽っているからこんなことも知らないのだ。」と激昂し、謝罪させた。
患者が死んだ時には一切の謝礼を受け取らず、それでも断り切れなかった場合、檀那寺に贈与した。大病を治して謝礼が少なすぎた場合、「苦しい時は平身低頭して頼んでおきながら、それを救ったのは誰だ。こればかりの金で命が買えると思うか。」と激怒したが、謝礼が多すぎた場合にも、「礼にも程度がある。わしは無闇と貪ろうとするのでない。」と立腹した。

## 弟子
- 平賀源内 - 宝暦4年（1754年）頃入門[1]。
- 和田東郭[20]

## 著書
- 『医学名数』[6] - 草野節斎著、宝暦2年（1752年）刊[1]。
- 『救生堂圃史』[6]
- 『小成漫録』[6]
- 『中条流産書 増続』 - 村山林益著書の続編[6]。
- 『浪華物産会目録』 - 宝暦11年（1761年）開催の記録[6]。
- 『非薬選』 - 元文3年（1738年）刊。香川修庵『薬選』を批判した[1]。
- 『病名補遺』 - 宝暦12年（1762年）成立[15]。
- 『文会録』 - 宝暦10年（1760年）の薬品会の記録。題名は『論語』「君子以文會友，以友輔仁。」[21]に依る[22]。
- 『鴿原遺稿』[23]

## 家族
- 父：鈴木五左衛門（加左衛門[1]） - 岡山藩物頭[20]。
- 母 - 藩医戸田一雲家出身[24]。
- 弟：鈴木左衛門[20]（丑之丞[1]）
- 養子 – 香川秀庵に医学を学ばせたが、習熟しなかった[25]。